# Prodánfalva
Prodánfalva település Romániában, Szilágy megyében.

## Fekvése
Szilágy megyében, a Meszes-hegység északi lejtőin, az Egregy-patak bal oldalán, Karika és Csiglen között fekvő település.

## Története

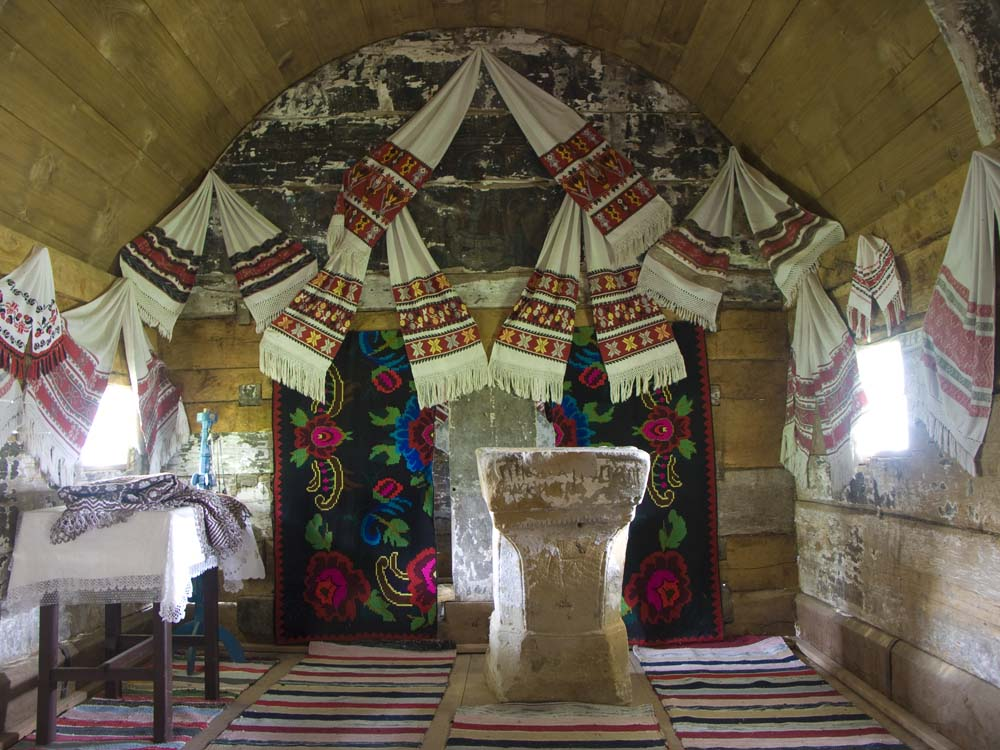
Görögkatolikus templombelső

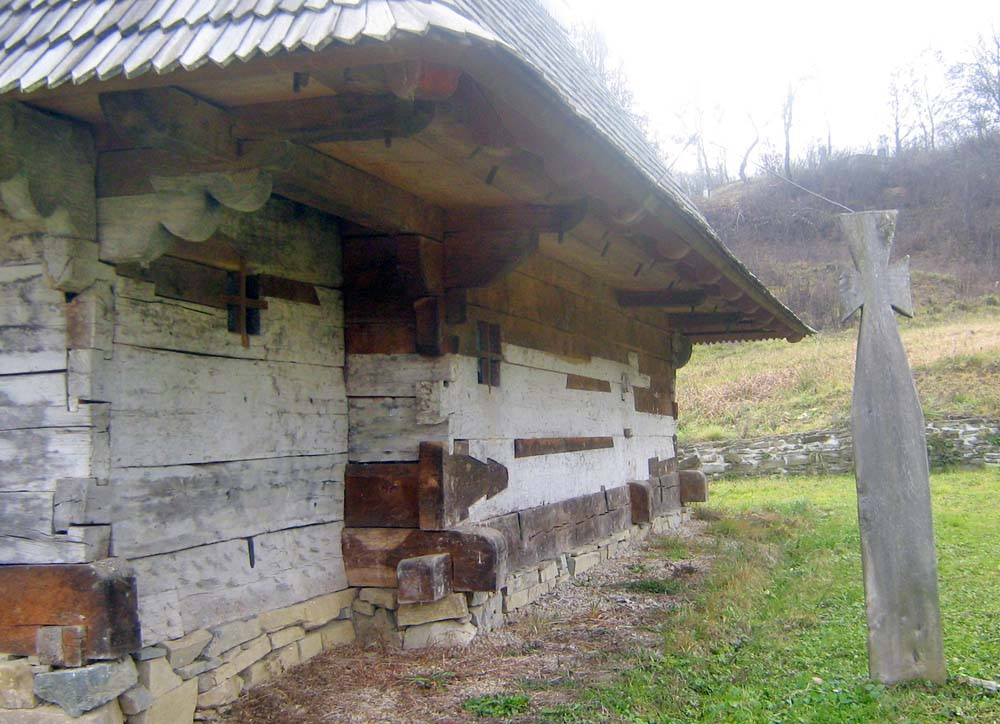
A templom épületének csapolásai

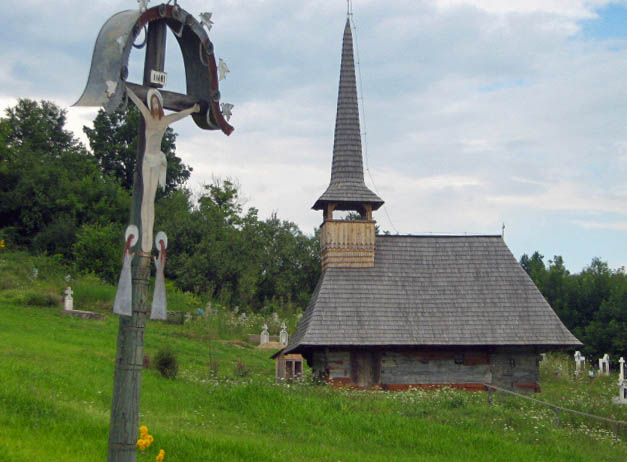
Prodánfalva fatemploma

A szláv eredetű személynévből származó falu mindig Középszolnok vármegyéhez tartozott, s körülbelül a Hunyadiak korában kezdett feltünni. 
Prodánfalva nevét az oklevelek egy 1475 körüli adóösszeírásban Varasitó és Náprád közti helyként említették először Prodwfalwa néven.
A falu a Kusalyi Jakcsok birtoka volt.
1549-ben Kővárhoz, 1564-ben pedig a hadadi várhoz tartozott.
Prodánfalva a Jakcsiak birtoka volt egészen a család kihaltáig, nevük alatt 1582-ben említik utoljára az oklevelek, majd a Wesselényi család kezébe került.
1690-ben Wesselényi Pál két évre elzálogosította Szűcs Bálint és felesége Varga Erzsébet zilahi lakosoknak.
1797-ben végzett hadi összeíráskor birtokosa báró Wesselényi Miklós volt.
1847 évi összeíráskor 230 görögkatolikus lakosa volt.
1890-ben 236 lakosából 10 magyar, 224 oláh, 2 egyéb nyelvű lakosa volt, melyből 7 római katolikus, 216 görögkatolikus, 13 izraelita volt. A házak száma ekkor 48.
Prodánfalva a trianoni békeszerződés előtt Szilágy vármegye Zsibói járásához tartozott.

## Nevezetességek

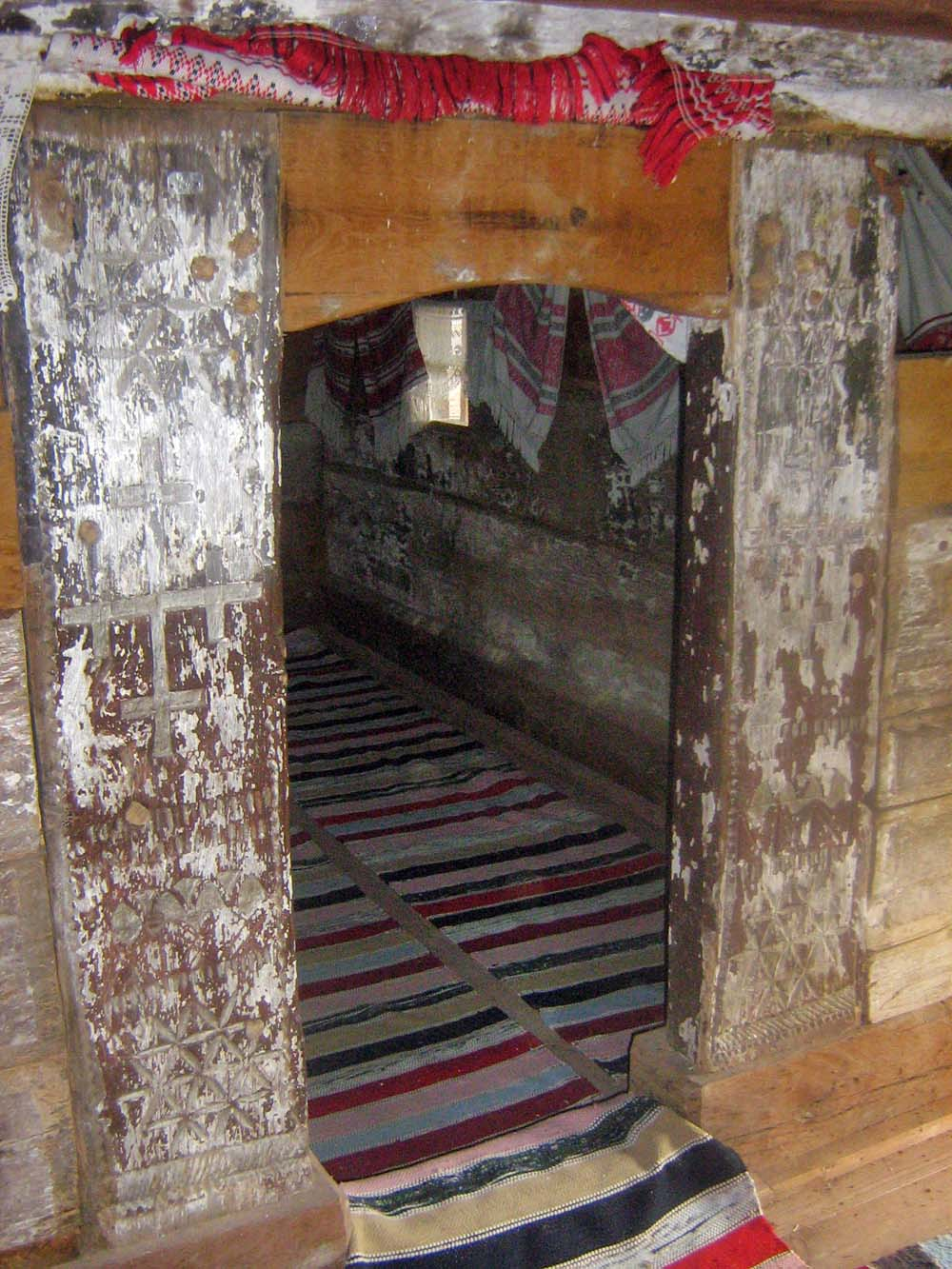
Az átjáró díszítései

- Görögkatolikus fatemploma.